# Temporada 2013 del Campeonato de España de Rally Históricos

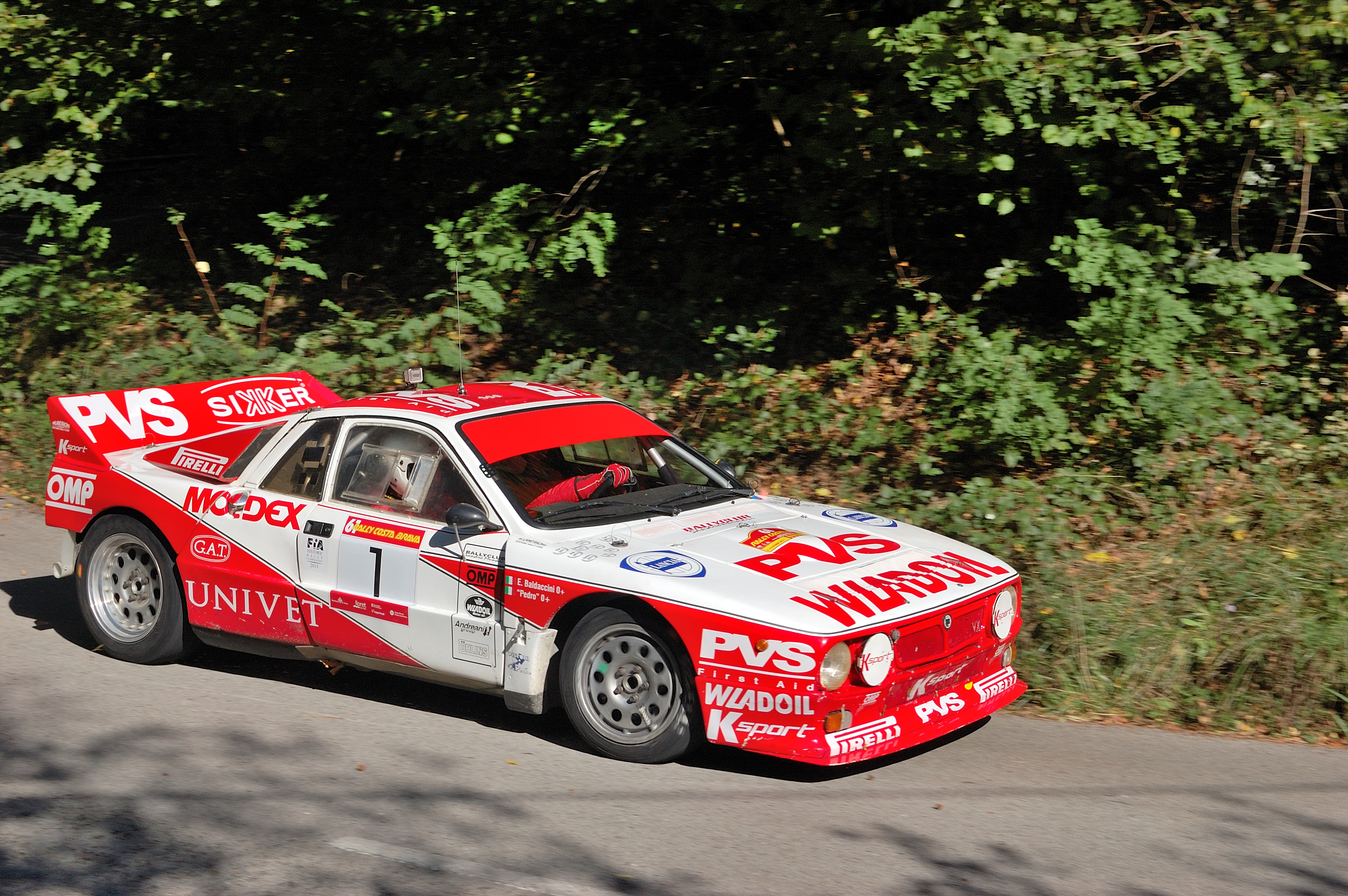
El piloto italiano «Pedro» con un Lancia 037 durante el Rally Costa Brava, prueba puntuable a su vez para el Campeonato de Europa.

La temporada 2013 fue la 6º edición del Campeonato de España de Rally Históricos. Comenzó el 1 de marzo en Rally de España Histórico y terminó en noviembre en el Rally Rutas Cántabras.

## Calendario
| N.º       | Fecha                            | Prueba                          | Series |
| --------- | -------------------------------- | ------------------------------- | ------ |
| 1         | 1-2 de marzo                     | Rally de España Histórico       | ERC    |
| 2         | 4-5 de mayo                      | Rally de Gran Canaria Histórico |        |
| 3         | 7-8 de junio                     | Rally Villa de Pravia Histórico |        |
| 4         | 5-6 de julio                     | Rally de Avilés Histórico       |        |
| Cancelado | Cancelado                        | Rally de Galicia Histórico      |        |
| 5         | 11-12 de octubre                 | Rally Costa Brava               | ERC    |
| 6         | 30 de noviembre - 1 de diciembre | Rally Rutas Cántabras           |        |

## Clasificación

### Campeonato de velocidad
| Pos. | Piloto                  | 1   | 2 | 3   | 4   | 5   | 6 | Puntos |
| ---- | ----------------------- | --- | - | --- | --- | --- | - | ------ |
| 1    | Ángel Julio Borja Saura | 5   | 2 | 3   | 1   | 6   |   | 136    |
| 2    | Gonzalo Ambit           | 8   |   | 8   | 3   | 7   | 1 | 115    |
| 3    | Fernando Piñeiro        | 3   | 1 | Ret | 2   | Ret |   | 92     |
| 4    | Mariano Muñoz de Dios   | 11  | 5 |     | Ret | Ret | 3 | 85     |
| 5    | Antonio Sainz           | 4   | 9 | Ret | 4   | Ret |   | 65     |
| 6    | Miguel Otegui Usaola    | Ret |   | 2   | Ret | 4   |   | 55     |
| 7    | Ferran Font Pol         | 6   |   |     |     | 2   |   | 51     |
| 8    | Carlos Padilla Macabeo  |     | 3 | 5   | Ret |     |   | 50     |
| 9    | Félix García Pérez      |     |   | 4   | 5   |     |   | 48     |
| 10   | Carlos Sainz            | 1   |   |     |     |     |   | 35     |

### Campeonato de regularidad
| Pos. | Piloto                             | Puntos |
| ---- | ---------------------------------- | ------ |
| 1    | José Ramón Campos Mulero           | 197    |
| 2    | Álvaro Ochagavias Temiño           | 122    |
| 3    | Francisco Javier Esquer Ruiz-Galan | 104    |
| 4    | Victoriano Iglesias Gayo           | 60     |
| 5    | Carlos García de la Vega           | 50     |
| 6    | David García Menéndez              | 35     |
| 7    | Jesús Flández Fernández            | 30     |
| 8    | Antonio Foncillas Marro            | 25     |
| 9    | Pablo Biedma García                | 25     |
| 10   | José Pujol Colldeforns             | 25     |